# Белелуя (село)
Белелу́я — село в Україні, у Снятинській міській громаді Коломийського району Івано-Франківської області.
Відповідно до Розпорядження Кабінету Міністрів України від 12 червня 2020 року № 714-р «Про визначення адміністративних центрів та затвердження територій територіальних громад Івано-Франківської області» увійшло до складу Снятинської міської громади.
На території села археологи знайшли поселення трипільської культури з крем'яними знаряддями праці доби пізнього палеоліту. Також були знайдені золоті монети римської та візантійської імперії (4—5 століття).

## Культура
Традиційний обряд Маланка села Белелуя є елементом нематеріальної культурної спадщини України.

## Видатні люди
Історичні особи
- Бажанський Порфирій Іванович (1836, Белелуя — 1920) — священик УГКЦ, український композитор, музикознавець, фольклорист.
- Залуцький Роман Васильович (1912—1995) — американський правознавець українського походження, громадський діяч української діаспори в Німеччині та США.
- Залуцький Теодор-Богдан (1919—1996) — український науковець та педагог.
- Озаркевич Євген Іванович (1861, Белелуя — 1916) — український лікар, громадський діяч, укладач словника української медичної термінології.[джерело?] Брат феміністки Наталії Кобринської, Володимира та Лонгина Озаркевичів.
- Озаркевич Іван Григорович (1795—1854) — український культурно-освітній діяч, співзасновник аматорського театру в Коломиї, який здійснив першу в Галичині прилюдну українську виставу.
- Кобринська Наталія Іванівна (до шлюбу Озаркевич, 1855, Белелуя — 1920) — українська письменниця, громадська діячка, організаторка українського жіночого руху.
- Марусик Петро Іванович (1947, Белелуя — 2008) — український сценарист, режисер, перекладач.